# Unturned (видео игра)
Унтурнед (непретворен) је бесплатна игрица преживљавања која је развијена од стране Smartly Dressed Games студија, који се искључиво састоји од канадског дизајнера игара Нелсона Сеџтона(Nelsona Sextona). Од 7. јула 2017. године била је отворена за  Microsoft Window, macOS i Linux, иза које је била трогодишња бета верзија.

## Играње(Gameplay)
Непретворен(Unturned) има неколико различитих модова игре, од којих је у сваком основни концепт преживљавање од зомбија. Игрицу такође можемо подесити на одговарајућу тежину у подешавањима. У режиму преживљавања, играчев лик се ствара на мапи игре обучен у зависности од њиховог сета вештина. Играчи морају пронаћи оружје и залихе како би преживели у борби против зомбија. Како играчи напредују кроз игру, добијају бодове искуства који се затим могу користити за побољшања и надоградње. Режим преживљавања је такође доступан за висе играча. Главни циљ је преживети, али се играчи могу удружити или борити једни против других. Играчи морају чувати своје здравље, храну и воду, и нивое зрачења. Повреде од зрачења могу се добити од примања ударца од зомбија или ако ако уђемо у  deadzones(зона зрачења) без одговарајуће хазмат(заштитно одело) заштите. Опција игре за више играча створила је платформу за више модова игре попут играња у улогама, креативног мода, паинтбола и арена у стилу борба до смрти уз које је Нелсон започео своју каријеру. У игри играчи могу добити одевни предмет, оружје, скин, могућност камуфлирања или ефекта за њиховог лика. 
Играчи могу куповати кључеве, предмете и друге ставке са Стеам Продавнице(Steam Market). Игрица подржава коришћење стеам радионице за додавање прилагођених ставки, возила, оклопа и оружја како би се побољшали или променили основно искуство. Многе популарне мапе које су направили корисници су организоване тако да се већина прилагођених скинова добија унапређивањем система. Међутим, иако игра подржава коришћење различитих режима, датотеке игре су недоступни играчима и они не могу да додају нове категорије, већ своје креације могу поставити у већ постојеће категорије.
Игрица има неколико доступних мапа. Режим игре у арени је доступан само за више играча. Играчи се стварају у центру мапе са залихама и оружјем разбацаним около. Победник је последња жива особа или последњи живи тим. Играчи могу умрети прекорачивањем граница мапе или тако што су убијени од стране других играча. У току игре ствараће се различити пакети у којима су предмети попут оклопа, наставака за пушке, и 3 различите врсте зацељивачких ставки. Ови предмети су од суштинског значаја, с обзиром да је игрица направљена са интезивним контекстом механике да играч може завршити без медицинских залиха. У игри ће се такође стварати и возила, која омогућују играчима да избегну границе или убију друге играче. Режим арене даје велику предност играчима у тимовима. С обзиром да нема одвојених режима соло/екипа, самостални играчи ће се супротставити са тимовима који могу помоћи једни другима. Игра не захтева да се тимови међусобно боре, тако да више играча може да победи. Играчи који желе да направе тим морају се прикључити дељеној Стеам групи. Мапе у арени такође садрже скривена ускршња јаја и скровишта, која могу опоравити играча у борби.
Прича игрице је распрострањена свуда по свим својим мапама. На мапи Вашингтона постоји лабораторија која припада компанији познатија под именом Шкорипио-7(Scorpion-7). Испред лабораторије постоји препуњена војна јединица у склопу чије зграде се налази и подрум у којем се налазе цистерне које садрже зомбије у процесу стварања од којих је један поломњен. Могуће је пронаћи и писмо извињења, мада је писац био нападнут пре него што је успео да га заврши. Претпоставља се да је лабораторија место настанка епидемије. Тачан узрок и порекло епидемије остају нејасни, али је врло јасно указано да је вирус случајно настао кроз истраживање биооружја коју је компанија спроводила, а епидемија је настала због бекства тест предмета из њихове изолације. На почетку игре је непознато колико дуго траје епидемија. Играч је представљен као један од преживелих, отуда и назив игре  ' Непретворен '. Играч може да помогне Коалицији(Coalition), организацији која се бори против епидемије и помогне у потрази преживелих. Играч може да се придружи Коалицији(Coalition), али пошто игра нема праву кампању, играч не може да излечи или заустави. У опцији једног играча(single-player) нема других људи или играча осим у "сигурној зони" .

## Системски захтеви
Минимални:
Оперативни систем: Windows 7 32-bit                              
Процесор: 2 GHz                                                               
Простор: 4 GB слободног    
Меморија: 4 GB RAM                                                         
DirectX: Version 9.0c    
Препоруцени:
DirectX: Version 11
Оперативни систем: Windows 10 64-bitпростора                                  
Простор: 6 GB слободног простора
Процесор: 3 GHz
Меморија: 8 GB RAM

## Развој
Непретворен је развијен од стране Нелсона Секстона, дизајнера игрица из Канаде. Секстон је своју каријеру започео са Роблоксом(Roblox), креирањем две најпопуларније игрице на Роблокс(Roblox) сајту: Бојно поље(Battlefield) и Мртва зона(Deadzone).  Мртва зона је игрица преживљавања од зомбија која је још увек доступна и слична игрици  Непретворен(Unturned). Нелсон је имао само шеснаест када је Непретворен први пут изашао. Пре нeго што је Непретворен био на Стиму(Steam), репродукована је на Веб прегледачима и била је наведена као Непретворен 1.0(Unturned 1.0). Непретворен је оригинало била наведена под "Steam Greenlight" као Унтурнед 2.0(Unturned 2.0). Била је успешно изгласана од стране Стим(Steam) заједнице 28. маја 2014. године. Непретворен омогућава играчима да креирају прилагођене мапе,различите режиме и скинове користећи едитор који се налази у склопу игре и дозвољава им да их објаве на Стеам радионица(Steam Workshop). Игрица је званично пуштена 7. јула 2017. године. Непретворен 4 је била доступанасамо као бета верзија, и зато Нелсон жели да име буде "Унтурнед 2". Унтурнед 2 је направљен у унреал енгине(Unreal engine), а Унтурнед од стране Унитy(Unity).

## Прихватање
Према интернет страници која се бави игрицама у Котаку, Унтурнед је била једна од најпопуларнијих игрица на Стиму(Steam) средином 2014. Котаку и Камен,папир, пумпарица(Rock,Paper,Shotgun) описали су популарност ове игрице неочекиваном, с обзиром да је игрица углавном разијена од стране једне особе без ресурса великих студија. Писи Гејмер(PC gamer) је рекао да је дa је Непретворен имао мало реалних идеја, и да је " једноставна, доступна игрица преживљавања " и да играчи могу да уживају под условом да могу да " претрпе ниске продуктивне вредности " . 